# Anamastigona delcevi
Anamastigona delcevi är en mångfotingart som först beskrevs av Pius Strasser 1973.  Anamastigona delcevi ingår i släktet Anamastigona och familjen Anthroleucosomatidae. Inga underarter finns listade i Catalogue of Life.